# コンゴ民主共和国の世界遺産

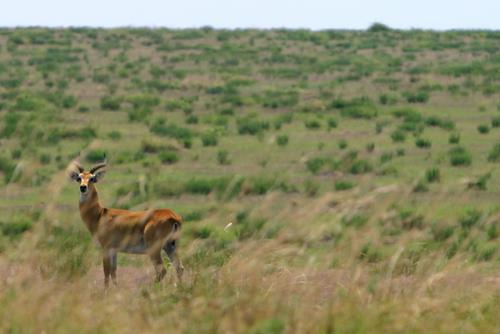
ヴィルンガ国立公園で撮影されたガゼル

ユネスコの世界遺産リストに登録されているコンゴ民主共和国の世界遺産（コンゴみんしゅきょうわこくのせかいいさん）は5件あり、いずれも自然遺産である。コンゴ民主共和国はアフリカ大陸で2番目に大きな国土を持ち、固有種や絶滅危惧種も多く生息する貴重な生態系が多く残っていることもあって、自然遺産の保有件数はアフリカでは1位である。しかし、近隣諸国の武装勢力の流入も含む政情の不安定さや財政基盤の弱さ、それらによる密猟や違法な森林伐採・資源盗掘などへの対応の不十分さといった問題があり、全ての世界遺産が「危機にさらされている世界遺産」（危機遺産）に登録されている。1か国に存在する危機遺産の数はシリアの世界遺産（6件）についで多い（データはいずれも2013年の第37回世界遺産委員会終了時点）。

## 総説
コンゴ民主共和国の世界遺産条約批准は1974年9月23日のことであった（当時の国名はザイール共和国）。1980年から1987年には世界遺産委員会の委員国を務めていた。
コンゴ民主共和国内にはヒガシローランドゴリラ、ボノボ、コンゴクジャク、オカピなどの固有種が棲息し、キタシロサイやコンゴキリンの希少な棲息地域も含んでいる。こうしたことから、自然遺産への推薦が優先的に行われてきた。世界遺産リストは1978年に12件が登録されたところから始まったが、その翌年にはコンゴ民主共和国初の世界遺産としてヴィルンガ国立公園が登録されている。ヴィルンガ国立公園はコンゴ経済が比較的安定していた1970年代には多くの観光収入を稼ぎ出しており、当時のコンゴ民主共和国の財政収入の約3割はそこからのものだったといわれている。
1980年にはさらにガランバ国立公園、カフジ＝ビエガ国立公園が登録されたが、前者は1984年に危機遺産リストに登録された。同じ1984年にはサロンガ国立公園が世界遺産リストに登録されたが、同時に推薦されていたマイコ国立公園とクンデルング国立公園は「不登録」の決議が下された。
ガランバ国立公園は1992年に一度は危機遺産リストから除外されたものの、1996年に再び危機遺産リストに加えられた。その2年前にはヴィルンガ国立公園も危機遺産リストに加えられており、1997年にはカフジ＝ビエガ国立公園も危機遺産リスト入りした。
1994年以降の相次ぐ危機遺産リスト入りは隣国ルワンダの紛争が影響しており、近隣諸国の武装勢力の流入などによって第一次コンゴ戦争（1996年）、第二次コンゴ戦争（1998年）が勃発すると、大量の難民の発生と相俟って保護環境はさらに悪化した。これらの紛争の主戦場はウガンダやルワンダの国境に近いコンゴ北東部であり、後述するようにサロンガ国立公園以外の世界遺産はすべてその地域に存在している。世界遺産基金の助成を受けて推薦にこぎつけ、1996年に登録されたオカピ野生生物保護区もコンゴ北東部に存在しており、登録の翌年には危機遺産リスト入りした。
地域紛争などによる混乱は、公園監視員の殺傷事件といった直接的脅威だけでなく、国立公園設定の問題点も浮き彫りにした。たとえば、カフジ＝ビエガ国立公園の場合、国立公園が設定された結果、地域住民が国有化された敷地から追い出されてしまっていた。こうした経緯で政府の対応に不満を持っていた人々は、混乱によって監視体制がまともに機能しなくなると、自然資源の保護よりも収奪を優先したのである。
コンゴ北東部は森林資源も地下資源も豊かなことが、かえって情勢の不安定化に拍車をかけている。コンゴ北東部に多く茂る熱帯雨林では、地域の主要なエネルギー源のひとつとして需要がある木炭を作るために、不法な伐採を行う者たちが後を絶たない。隣国ルワンダが自国内の木を使った木炭生産を禁じていることも、こうした傾向に影響している。また、地下資源では、携帯電話などの電子機器に使用されるレアメタルの一種、コルタンが採掘できる上、鉛の代替品として需要が高まった錫の採掘地でもある。
1997年時点で危機遺産に登録された4件はいずれもコンゴ民主共和国北東部にあったのに対し、サロンガ国立公園は国内中央部に位置し、地域紛争の影響を比較的受けづらい状況にあった。しかし、サロンガ国立公園も密猟や住宅建設による保護環境の悪化を理由として1999年に危機遺産に登録され、国内の世界遺産がすべて危機遺産リストに登録されたのである。
このとき、世界遺産センターは各種NGOとも連携しつつ、保護を支援し続けていくことを決定し、国際連合財団やベルギー（コンゴ民主共和国の旧宗主国）からの資金などで、積極的な保護・監視活動に乗り出した。活動資金からは、給与未払いの中で危険な監視活動に当たっていた現地の公園監視員の給与や新装備の費用が拠出された。あわせて欧州宇宙機関と連携し、人工衛星から植生の状況を監視することも始めた。
また、ユネスコが前面に出て積極的に国際社会でアピールするとともに、世界遺産条約を引き合いに出してコンゴ民主共和国の政治家や軍当局、さらには紛争当事者らとの交渉を重ねた。一連の活動は、世界遺産条約を前面に出して保護を要請する外交（「保護外交」）の中では、先駆的なものと位置づけられており、それも含む諸活動は一定の成果を上げたと評価はされている。また、地域住民の間に自然保護の重要性を広く認識してもらうべく、草の根の活動を続けるNGOもあり、地域住民主体のNGOも設立されている。
しかし、2004年にジョゼフ・カビラ大統領に対し、ユネスコ事務局長松浦晃一郎が直接会談の場で保護の重要性を指摘した後も厳しい状況に変わりはなく、2007年にはヴィルンガ国立公園内のマウンテンゴリラ7頭が、公園管理者への見せしめを目的として密猟者に殺害される事件も起きた。この年に、かつて世界遺産リストからの抹消が議論されたこともあるガランバ国立公園も含め、5件すべてが危機遺産のまま「強化モニタリング」（監視強化）の指定も受けた。そのなかで、オカピ野生生物保護区については、徐々に保全状況に改善が見られ、一時は危機遺産リストからの除去の可能性も見えていたが、2012年に武装勢力による殺害・破壊事件が起こり、それまでの現地関係者やNGOの努力を台無しにする形で、状況はむしろ悪化してしまった。
世界遺産基金からは1979年から2012年までの間に、保護・管理やスタッフの教育・装備品の調達などに、計41回、総額1,012,550USDが拠出された。

## 文化遺産
2013年時点では文化遺産の登録は1件もない。

## 自然遺産

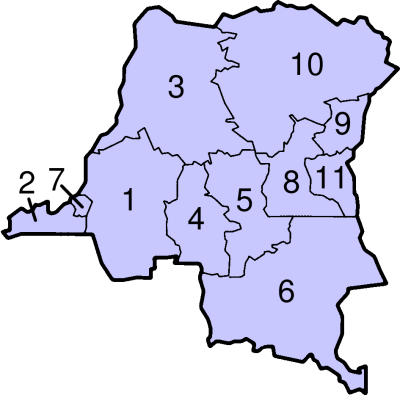
行政区画。本文中の番号はこの地図に対応

自然遺産は以下で見る5件の国立公園や自然保護区であり、前述の通り、いずれも危機遺産リストにも登録されている。11州制の区分をもとに地域別に見ると、東部州(10) にあるのがガランバ国立公園とオカピ野生生物保護区で、ヴィルンガ国立公園の一部も含まれる。北キブ州 (9) にあるのがヴィルンガ国立公園の残りで、南キブ州 (11) とマニエマ州 (8) にはカフジ＝ビエガ国立公園がある。サロンガ国立公園はそれらから離れて、バンドゥンドゥ州 (1)、赤道州 (3)、西カサイ州 (4)、東カサイ州 (5)の4州にまたがっている。
サロンガ国立公園を除くと、すべて世界遺産登録基準10、つまり絶滅が危惧される野生生物の生息域を含むことを評価する基準が適用されている。ヴィルンガ国立公園はマウンテンゴリラ、カフジ＝ビエガ国立公園はヒガシローランドゴリラ、ガランバ国立公園はキタシロサイ、オカピ野生生物保護区はオカピが、それぞれ絶滅の危機に瀕している生物として特筆されている（なお、この基準が適用されていないサロンガ国立公園にも絶滅危惧種は生息している。後述）。
サロンガ国立公園はもともと一般観光客の立ち入りを認めていなかったが、それ以外の物件は予約が必要な場合もあるにせよ、観光は可能だった。しかし、それらの世界遺産が存在している東部州、北キブ州、南キブ州ではルワンダ解放民主軍（ルワンダの反政府勢力）や神の抵抗軍（ウガンダの反政府勢力）などによる略奪・暴力、コンゴ民主共和国軍と国軍離脱兵士の対立などの影響が顕著であり、日本の外務省は退避勧告を出している。

### ヴィルンガ国立公園

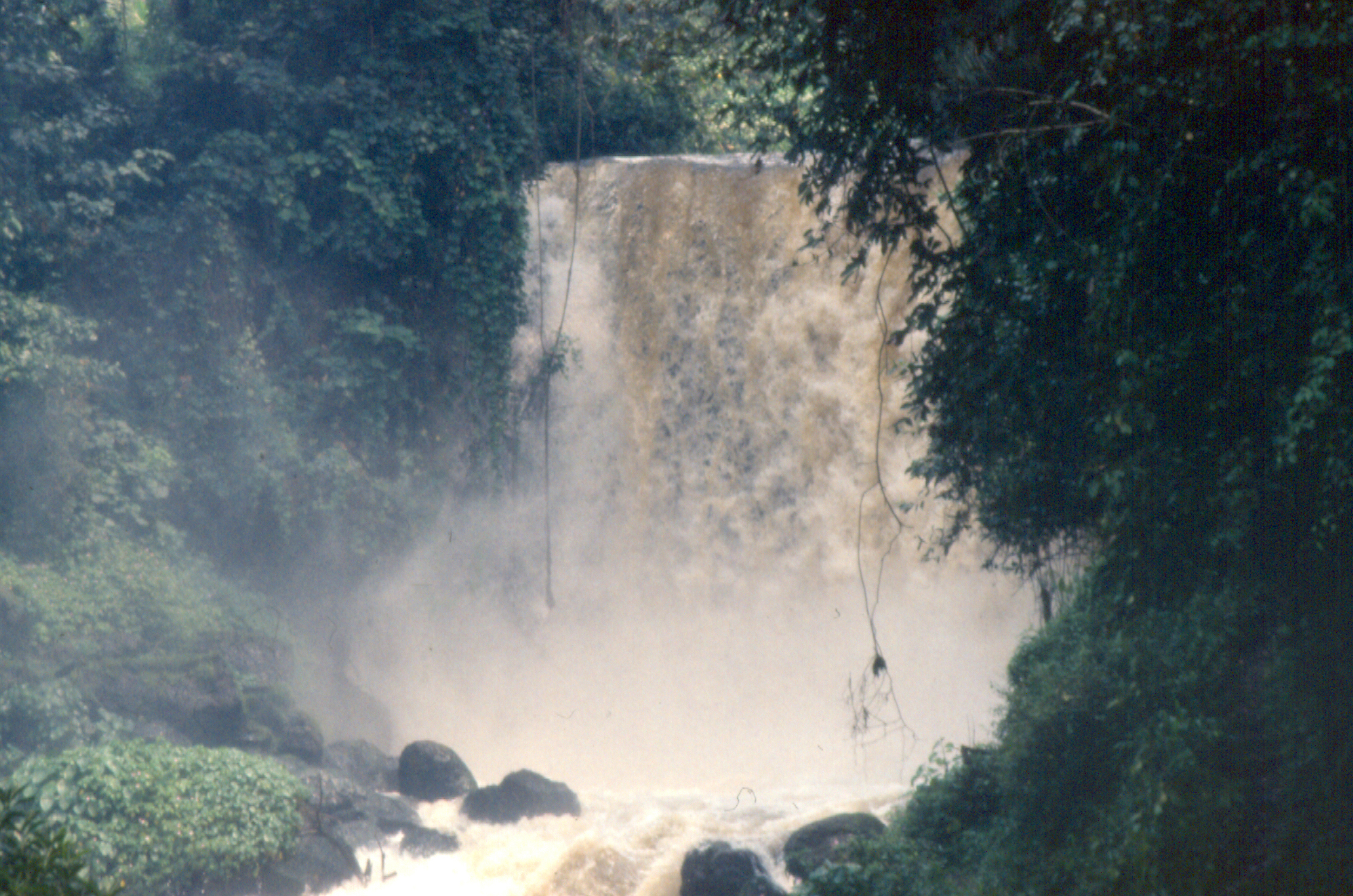
ヴィルンガ国立公園

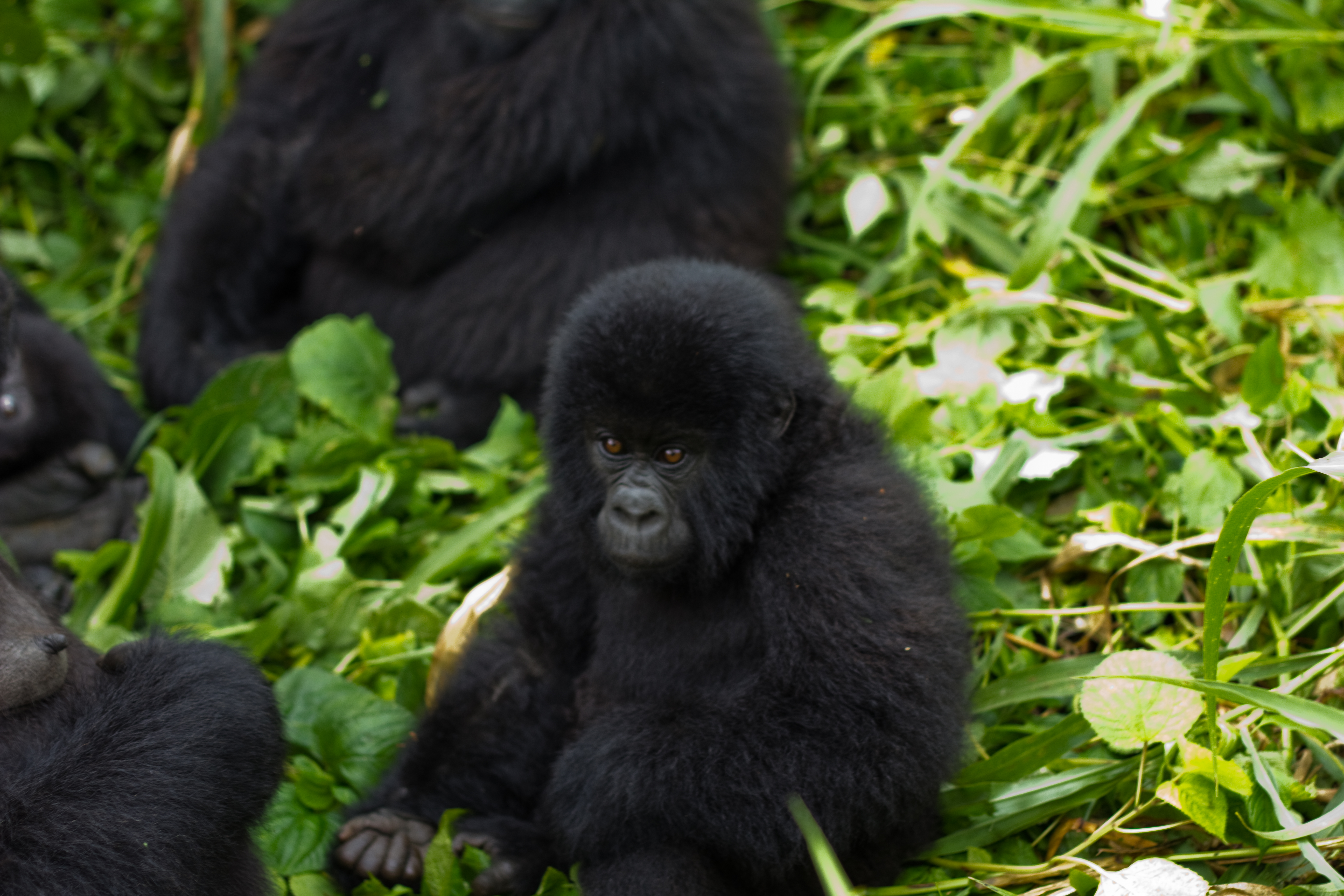
国立公園内のマウンテンゴリラ

ヴィルンガ国立公園は東部州と北キブ州にまたがる面積8,000km2の国立公園である。ヴィルンガ山地周辺に位置し、コンゴ民主共和国の国立公園の中では最古の歴史を持つ。世界遺産登録は1979年で、1996年にはラムサール条約登録地となった。
前身は1925年に設立され、1929年に大幅拡大されたアルバート国立公園である。この国立公園は現在ではヴィルンガ国立公園、ルワンダの火山国立公園、ウガンダのムガヒンガ・ゴリラ国立公園に分割されている。ウガンダの国立公園名に表れているように、もともとはゴリラの保護を目的とした国立公園で、ヴィルンガ国立公園にはマウンテンゴリラの全世界の生息数（約650頭）の半数ほどが棲んでいる。また、エドワード湖周辺にはカバが多く生息しており、世界最大のカバ繁殖地とされている。ほかの哺乳類にはアフリカゾウ、アフリカスイギュウ、ウォーターバック、オカピ、ライオン、ヒョウ、ボンゴ、チンパンジーなどがおり、ラムサール条約に登録されているように、カンムリヅル、コウノトリ、ペリカンをはじめ、絶滅危惧種や危急種も含む706種以上の鳥類も確認されている。
しかし、ルワンダ国境に近いことからルワンダ紛争の影響を受け、流入した兵士たちの密猟が横行した。民兵集団マイマイなどもカバの大量虐殺を行い、かつて1986年に33,000頭いたとされるが、2007年には約1000頭にまで激減した。大量に流入した難民の存在も問題で、その数は100万人とも言われる。彼らは薪を求めて森林を破壊しただけでなく、彼らが出す大量のゴミも環境汚染につながっている。ヴィルンガ国立公園の危機遺産登録は1994年のことであった。
密猟者たちに対して厳しい取締りが実施されているが、前述のように、その報復行為として2007年にマウンテンゴリラたちが殺害される事件がおきた。また、その翌年にはマウンテンゴリラの生息域にも影響を及ぼす政府軍と反政府勢力の激しい衝突が、北キブ州で起こっている。

### ガランバ国立公園

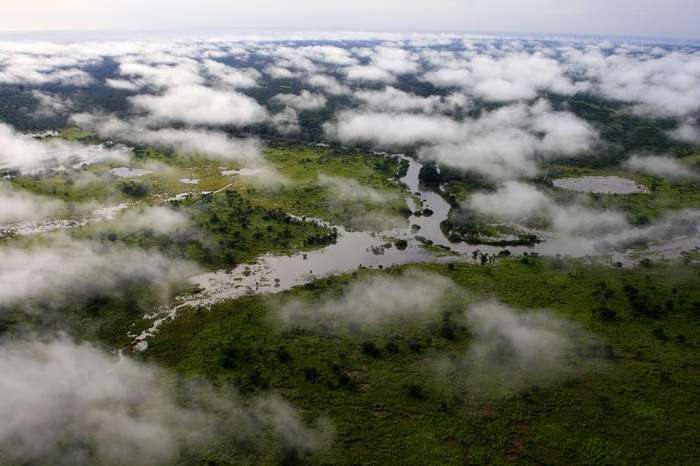
ガランバ国立公園

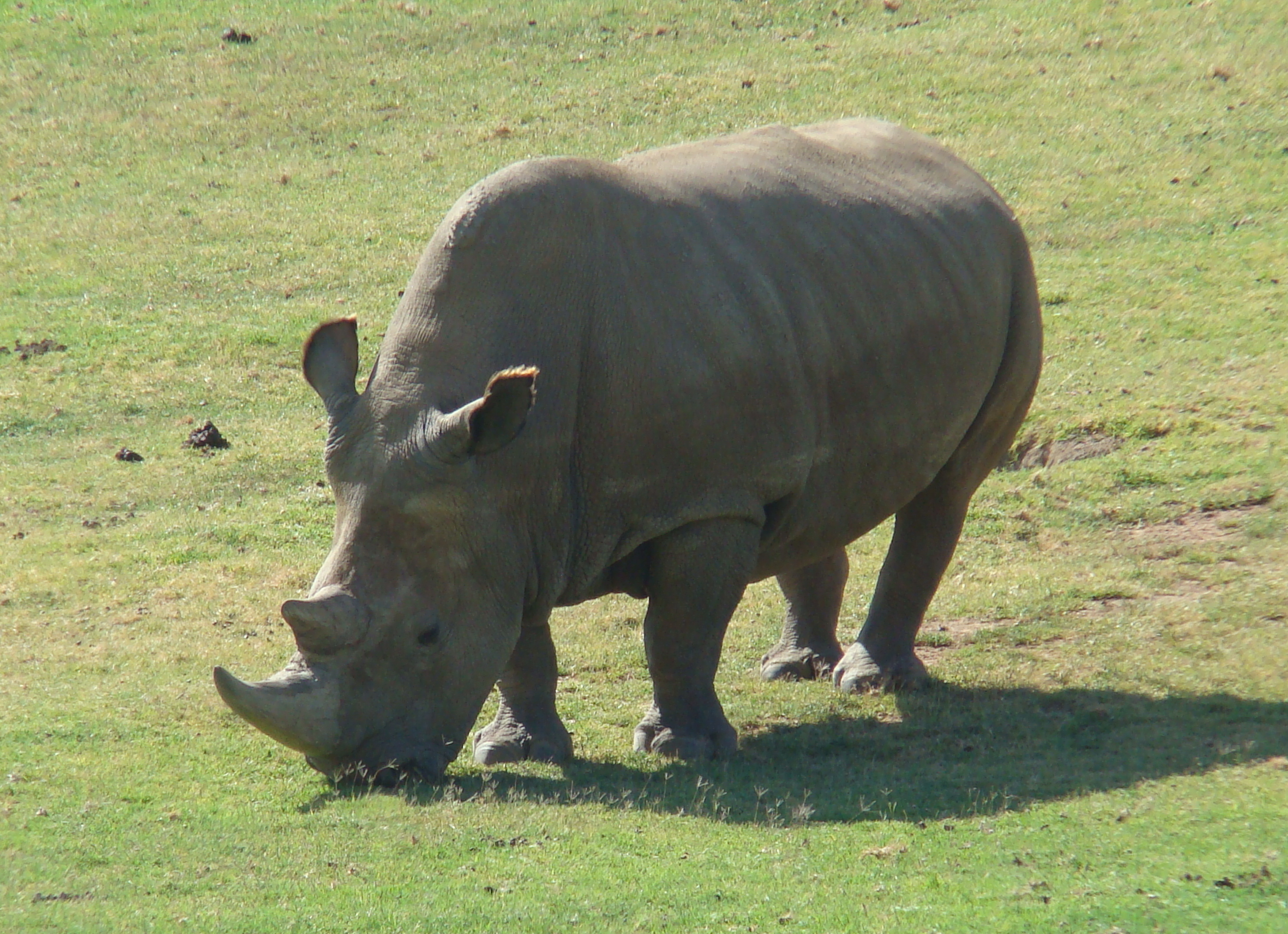
参考 : 飼育されているキタシロサイ（アメリカ・カリフォルニア州）

ガランバ国立公園は東部州に位置する面積5000km2の国立公園である。1938年に設定された国立公園で、アフリカスイギュウ、コーブ、ウォーターバック、アヌビスヒヒ、サバンナモンキー、アフリカゴールデンキャットなど多様な動物たちが暮らしている。また、危急種のアフリカゾウの生息地でもある。
しかし、それらよりも重要なのがシロサイの亜種であり絶滅寸前となっているキタシロサイの存在である。キタシロサイの角はアジア諸国などでの需要が見込めることから密猟が絶えず、時代を追うごとにヘリコプターやキャノン砲など、使用する機材も大掛かりなものになっていった。1963年に約1300頭いたキタシロサイは、1984年には15頭にまで激減しており、その年に危機遺産リストに加えられた。その後、密猟取締りの厳格化などの保護政策が成功し、1990年代に入ると漸増に転じていることが確認された。35頭に回復したことが確認された1992年に、危機遺産リストから除外された。しかし、その後、難民の流入やウガンダの反政府勢力神の抵抗軍の侵入によって保護環境が悪化し、公園職員の殺害事件も起こった。こうした地域情勢の不安定化などによって、再びキタシロサイの生息数が減少したことから、1996年に危機遺産リストに再登録された。密猟には、流入したスーダンの反政府勢力も加わっている。
2005年12月の時点でのキタシロサイの生息数は10頭以下となり、その年の世界遺産委員会では世界遺産リストからの抹消すら議題に上った。ひとまず抹消は見送られたものの、さらにキタシロサイは4頭にまで減少した。この間、キタシロサイを国外に移送するという案がユネスコと国際自然保護連合(IUCN) によって提案されたこともあったが、地元の政治家らの反対で頓挫した。その後、最後に確認されていた4頭のキタシロサイすら2006年以降には全く目撃されなくなったため、2010年の段階で国際自然保護連合(IUCN) はまだ生存している可能性を示してはいるものの、すでに野生絶滅の状況に至ってしまったともいわれている。世界遺産委員会でもおそらく野生絶滅に至ったものとした上で、コンゴ民主共和国に再導入も含む将来的な対応策を求めている。

### カフジ＝ビエガ国立公園

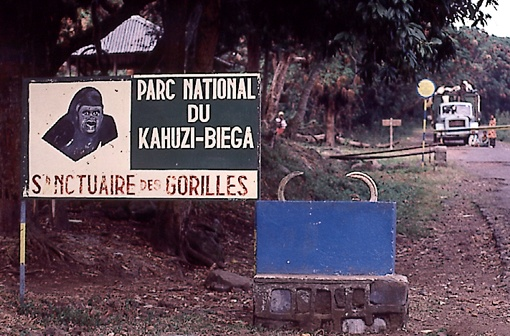
カフジ＝ビエガ国立公園

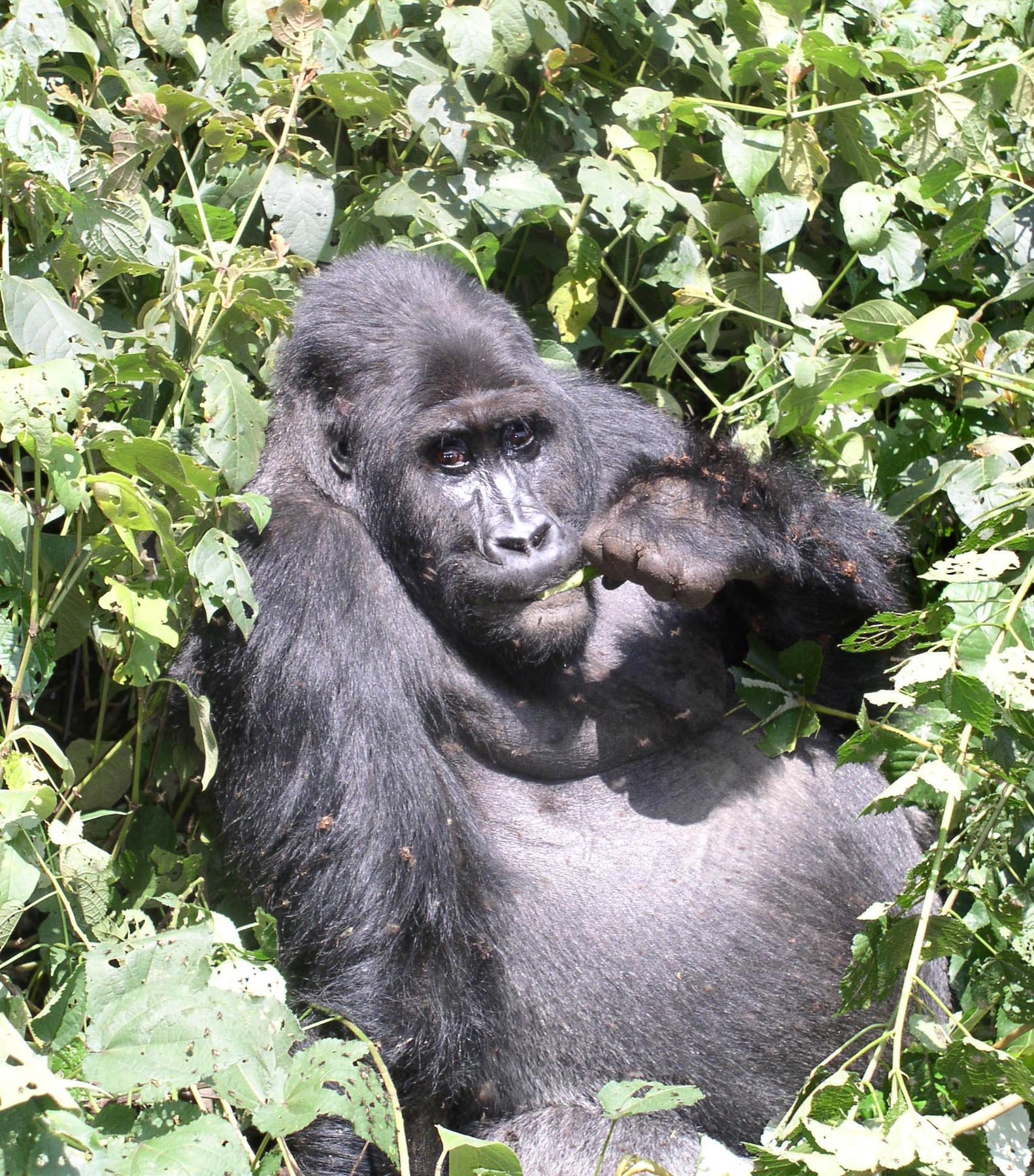
国立公園内のゴリラ

カフジ＝ビエガ国立公園は南キブ州とマニエマ州にまたがる面積6,000km2の国立公園である。1970年に設定され、カフジ山とビエガ山という2つの死火山を擁することからその名前がついた。前述のように、国立公園設定にあたって地域内の住民たちを追い出したことが、後の環境悪化の一因となった。
アカコロブス、アビシニアコロブス、チンパンジー、フクロウグエノンといった霊長類や、アフリカミドリヒロハシ、オオアフリカスゲヨシキリ、コンゴゴシキタイヨウチョウなどの貴重な鳥類も生息するが、この国立公園で特筆されているのは、絶滅危惧種のヒガシローランドゴリラの存在であり、もともとこの国立公園はヒガシローランドゴリラの棲息地域を守るために設定されたものだった。
1980年代には観光ツアーも盛んに行われたが、その結果、人間が持ち込んだはしかなどの病気や十二指腸虫などの寄生虫が原因で、ゴリラの数が減った。さらに1990年代半ばにルワンダ紛争の難民5万人が国立公園の境界域に流入したことで、環境はさらに悪化した。この難民キャンプは国際連合難民高等弁務官事務所やコンゴ（当時はザイール）政府の協力などで移転されたが、情勢の悪化は観光客の減少につながった。1992年には2730人の訪問があったが、1998年には1人も訪れなかったのである。この観光収入の激減は公園管理の財政悪化にも結びついた。こうした状況の中、1997年に危機遺産リストに登録されたが、その時点で管理施設のスタッフはほとんどが逃亡し、施設も荒廃していたという。ヒガシローランドゴリラの生息数は減少しており、1996年に約250頭だったものが、2000年には約130頭になっていた。
前述のコルタンの違法な採掘によって、環境悪化の被害を受けている国立公園のひとつでもある。

### サロンガ国立公園

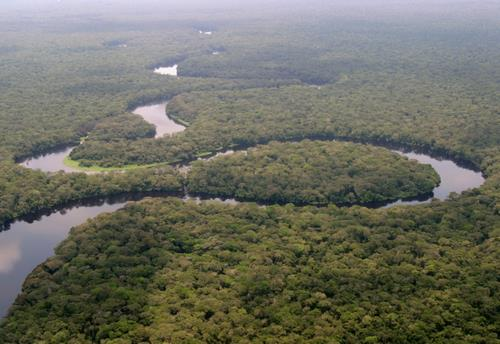
サロンガ国立公園

サロンガ国立公園は赤道州、バンドゥンドゥ州、東カサイ州、西カサイ州にまたがる面積36,000km2の国立公園で、その面積はアフリカ第2位とされる。また、熱帯雨林保護区としては世界第2位といわれている。
1970年に設定されたサロンガ国立公園は、研究者以外の立ち入りが禁じられている。彼らの主たる研究対象は絶滅危惧種のボノボである。ボノボは公園内に約2万頭生息していると見積もられている。ほかの生物としては、準絶滅危惧のオカピやボンゴ、絶滅危惧種のマルミミゾウをはじめ、ミズジャコウネコ、アカコロブス、アンゴラコロブス、オオセンザンコウ、オナガセンザンコウ、キノボリセンザンコウ、ヨウムなどが生息している。
1984年に世界遺産リストに登録されたが、近隣の人口増加のあおりで耕作地の違法な拡大が見られるほか、違法な住宅建設などもみられるようになり、1999年に危機遺産リストに加えられた。

### オカピ野生生物保護区

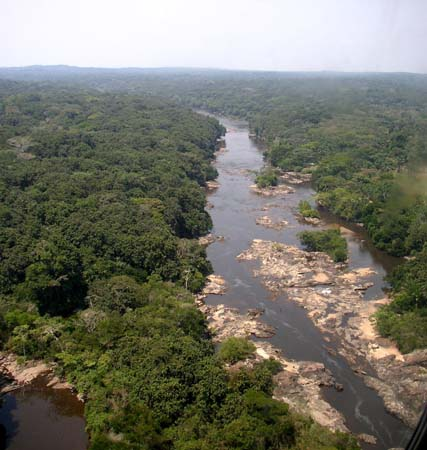
オカピ野生生物保護区（写真はイトゥリの森とエプル川）

オカピ野生生物保護区は東部州に位置する面積13,726.25km2の野生生物保護区である（IUCNカテゴリーでは「国立公園」に分類）。その名の通り、世界三大珍獣にも挙げられる準絶滅危惧のオカピが群棲している地域で、保護区の設定は1992年、世界遺産登録は1996年のことである。この物件が世界遺産に登録された時点で、オカピはアフリカ全土に約3万頭棲息していたが、そのうち約6分の1がイトゥリの森に設定されたこの保護区内で暮らしていた。ほかの生物としては、哺乳類52種（うち霊長類13種）、鳥類376種などが確認されており、稀少なものとしては絶滅危惧種のケナガチンパンジーやコンゴモリシャコ、危急種のマルミミゾウなどが挙げられる。
しかし、イトゥリの森は南スーダンやウガンダの国境に近く、地域紛争の影響で環境が悪化した。1997年に危機遺産に登録された時点では、公園管理者たちへの給料の未払い、施設や設備の荒廃などが見られた。イトゥリの森は、コルタンの鉱脈に加え、金鉱が存在することから、それらの違法な採掘が環境をさらに悪化させている。前述のように登録時点でオカピの生息数は約5000頭と見積もられていたが、2008年の段階で3000頭ほどに減少していた。
2012年にはレンジャーなどが密猟者たちに襲われ、7人が犠牲となった上、保護事務所も破壊される事件が起こった。前述の通り、これは改善したかに見えた保全状況を巻き戻すものであったと見なされている。

## 複合遺産
2013年時点では複合遺産の登録は1件もない。

## 暫定リスト
2013年の第37回世界遺産委員会終了時点で、世界遺産の暫定リストには3件が登録されている。いずれも1997年に暫定リストに記載された。これらはいずれも複合遺産での登録を目指している。

### ウペンバの窪地

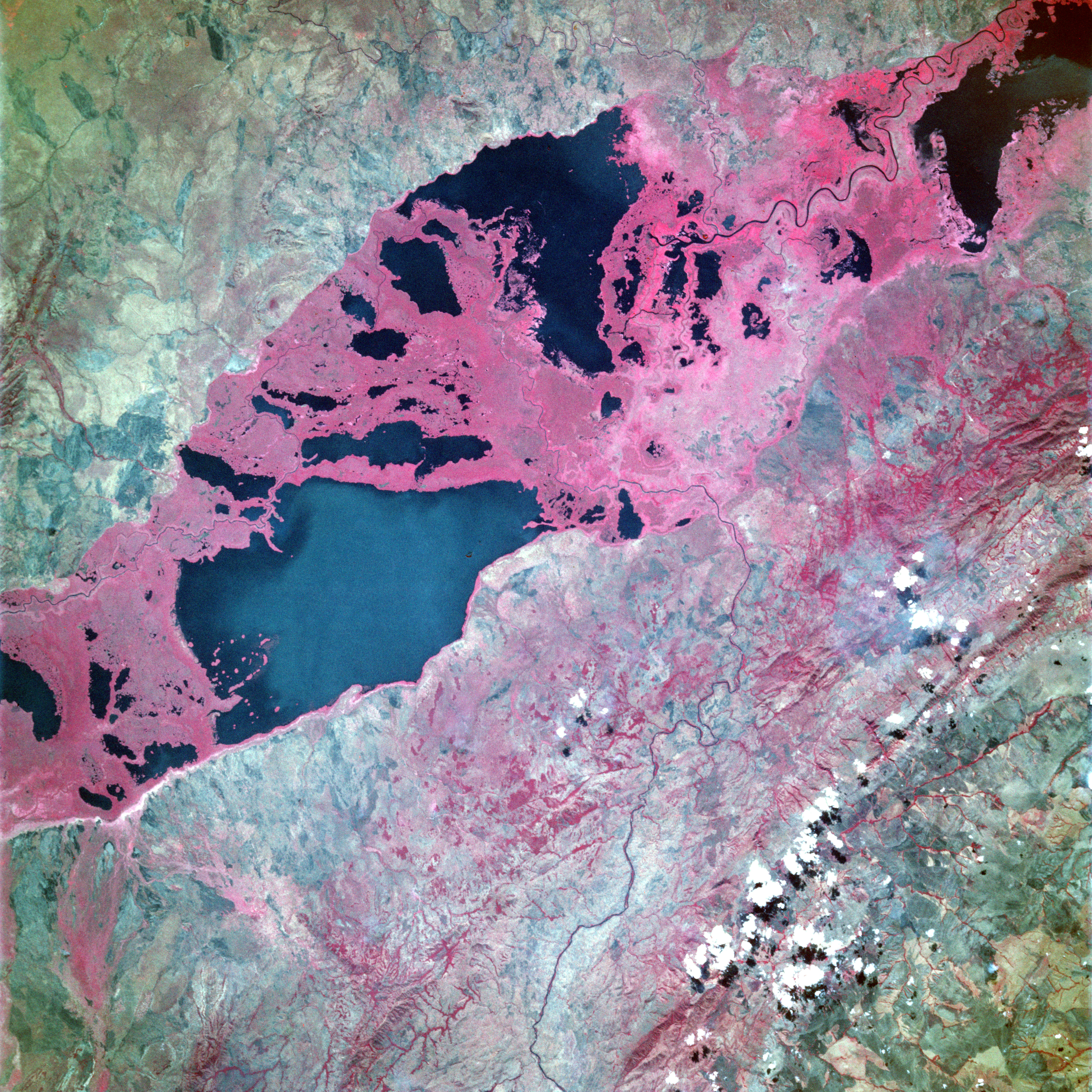
ウペンバの窪地の衛星写真

ウペンバの窪地 (Dépression de l'Upemba) はカタンガ州にあり、多くの湖沼をもつ巨大な窪地 (Depression) である。そこには面積11,730km2のウペンバ国立公園が設定されており、中心部のウペンバ湖周辺には湿地帯が広がっている。周辺の草原や森林も含めると、生息している生物は1800種を超えると見積もられている。そして、文化的な側面については、石器時代から近代に至るルバ人の歴史を伝える「サハラの南で最大級の墓所群」が残されている。

### ディンバとンゴヴォの洞窟群
ディンバとンゴヴォの洞窟群 (Grottes de Dimba et Ngovo) はコンゴ中央州にあり、18000年前にさかのぼる考古遺跡を含んでいる。石器時代から鉄器時代にかけての石器や土器が出土している地域で、時代ごとの生活様式の移行が記録されている。

### マトゥピの洞窟群
マトゥピの洞窟群 (Grottes de Matupi) は、約40000年前にまでさかのぼる東部州の考古遺跡で、世界でも最古級の細石器が出土している地域である。

## 過去に登録が見送られた物件

### マイコ国立公園
マイコ国立公園は1984年に審議された。世界遺産ビューロー会議は、この国立公園がアフリカの原生林を対象として高い価値を有していることを認めつつ、コンゴ当局が示していた世界遺産推薦理由と同様の理由で、よりすぐれた自然遺産がすで登録されている上、完全性の基準にも合致しないとして認めなかった。その年の第8回世界遺産委員会の審議でもその判断がそのまま踏襲され、不登録と決議された。

### クンデルング国立公園
クンデルング国立公園は1970年に設定されたカタンガ州の国立公園で、サバナが広がる高原地帯に多くの草食動物や肉食動物が棲息している。また、国立公園内のロフォイ滝はアフリカ中央部では最大級である。マイコ国立公園とともに1984年に審議された。世界遺産ビューロー会議は、この国立公園が十分に高い価値を持っていることを認めつつも、世界遺産基準に合致しないとした上で完全性についても疑問を呈した。その年の第8回世界遺産委員会の審議でもその判断が踏襲されたため、不登録と決議された。